# Duńskie królowe

## Królowe

### Skjoldungowie
| Wizerunek | Imię                      | Daty życia                        | Lata panowania    | Ojciec i matka                   | Mąż               |
| --------- | ------------------------- | --------------------------------- | ----------------- | -------------------------------- | ----------------- |
|           | Tyra Danebod              | ok. 900 – ok. 958                 | ok. 935 – ok. 958 | Harald Klak / Edward Starszy (?) | Gorm Stary        |
|           | Giryta szwedzka           |                                   | 952–970           | Olof II Björnsson                | Harald Sinozęby   |
|           | Tofa obodrycka            |                                   |                   | Mściwoj                          | Harald Sinozęby   |
|           | Gunhilda/Sygryda Storråda | między 960 a 972 – po 1016        | ok. 996 – 1014    | Mieszko I Dobrawa Przemyślidka   | Swen I Widłobrody |
|           | Emma z Normandii          | ok. 988 – 6 marca 1052 Winchester | 1018/19-1035      | Ryszard I Nieustraszony Gunnor   | Kanut Wielki      |

### Estrydsenidzi
| Wizerunek | Imię                      | Daty życia                            | Lata panowania      | Ojciec i matka                                  | Mąż                   |
| --------- | ------------------------- | ------------------------------------- | ------------------- | ----------------------------------------------- | --------------------- |
|           | Gyda szwedzka             |                                       | 1047–1048/49        | Anund Jakub Gunhilda Sveinsdóttir               | Swen II Estrydsen     |
|           | Gunhilda Sveinsdóttir     | - ok. 1060                            | 1050-1052           | Swen Haakonson Holmfryda szwedzka               | Swen II Estrydsen     |
|           | Małgorzata Asbjørnsdatter |                                       | 1076-1080 (?)       | Jarl Asbjørn                                    | Harald Hein           |
|           | Adela flandryjska         | - 1115                                | 1080-1086           | Robert I Fryzyjski Gertruda saska               | Kanut IV Święty       |
|           | Ingegerda norweska        | 1046 – 1120                           | 1086-1095           | Harald III Surowy Elżbieta kijowska             | Olaf I Głód           |
|           | Bodil Thrugotsdatter      | - 1103                                | 1095-1103           | Thrugot Ulvsøn Thorgunna (?)                    | Eryk I Zawsze Dobry   |
|           | Małgorzata Fredkulla      | 1080/1085 – 1130                      | 1104 – 1130         | Inge I Starszy Helena                           | Niels Stary           |
|           | Ulvhild Håkonsdotter      | - ok. 1141                            | ok. 1130 – po 1130  | Håkan Finnson                                   | Niels Stary           |
|           | Malmfryda kijowska        | - po 1137                             | 1134-1137           | Mścisław Krystyna szwedzka                      | Eryk II Pamiętny      |
|           | Ludgarda z Salzwedel      |                                       | 1144-1146           | Rudolf von Salzwedel Ryszarda                   | Eryk III Jagnię       |
|           | Adela miśnieńska          | - 23 października 1181                | 1152-1157           | Konrad Wielki Luitgarda von Ravenstein          | Swen III Grade        |
|           | Helena szwedzka           | 1130 – 1157                           | 1156 – 1157         | Swerker I Starszy Ulvhild Håkonsdotter          | Kanut V               |
|           | Zofia Rurykowiczówna      | 1139/1142 – 5 maja 1198               | 1157-1182           | Włodzimierz Wsiewołodowic(?) Ryksa Bolesławówna | Waldemar I Wielki     |
|           | Gertruda saska            | 1155 – 1197                           | 1182-1197           | Henryk Lew Klemencja von Zähringen              | Kanut VI              |
|           | Małgorzata Dagmara czeska | ok. 1186 – 24 maja 1213 Ribe          | 1205-1213           | Przemysł Ottokar I Adelajda Miśnieńska          | Waldemar II Zwycięski |
|           | Berengaria portugalska    | 1195 – 27 marca 1221                  | 1214-1221           | Sancho I Kolonizator Dulce Berenguer            | Waldemar II Zwycięski |
|           | Eleonora portugalska      | ok. 1211 – 28 sierpnia 1231           | 1229 – 1231         | Alfons II Gruby Urraka Kastylijska              | Waldemar Młodszy      |
|           | Judyta saska              | - 1250                                | 1239-1250           | Albrecht I Saski Agnieszka Austriacka           | Eryk IV Plovpenning   |
|           | Mechtylda holsztyńska     | 1220 – 1288 Kiel                      | 1250-1252           | Adolf IV von Holstein Jadwiga z Lippe           | Abel                  |
|           | Małgorzata Sambiria       | 1230/1234 – po 4 grudnia 1282 Rostock | 1252-1259           | Sambor II Matylda Meklenburska                  | Krzysztof I           |
|           | Agnieszka brandenburska   | 1257 – 29 września 1304               | 1273-1286           | Jan I Brandenburski Judyta Saska                | Eryk Glipping         |
|           | Ingeborga szwedzka        | 1279 – 15 sierpnia 1319               | 1296-1319           | Magnus I Birgersson Jadwiga z Holsztynu         | Eryk Menved           |
|           | Eufemia pomorska          | ok. 1285 – 1330                       | 1320-1326 1329-1330 | Bogusław IV Małgorzata Rugijska                 | Krzysztof II          |
|           | Jadwiga ze Szlezwiku      | - 1374                                | 1340-1374           | Eryk II von Schleswig Adelajda z Holsztynu      | Waldemar Atterdag     |

### Gryfici
| Wizerunek | Imię             | Daty życia                                                    | Lata panowania | Ojciec i matka                     | Mąż           |
| --------- | ---------------- | ------------------------------------------------------------- | -------------- | ---------------------------------- | ------------- |
|           | Filipa Lancaster | 4 czerwca 1394 Peterborough Castle - 5 stycznia 1430 Vadstena | 1406-1430      | Henryk IV Lancaster Maria de Bohun | Eryk Pomorski |

### Wittelsbachowie
| Wizerunek | Imię                 | Daty życia                               | Lata panowania | Ojciec i matka                          | Mąż                |
| --------- | -------------------- | ---------------------------------------- | -------------- | --------------------------------------- | ------------------ |
|           | Dorota brandenburska | 1430/1431 – 10 listopada 1495 Kalundborg | 1445-1448      | Jan Alchemik Barbara Sachsen-Wittenberg | Krzysztof Bawarski |

### Oldenburgowie
| Wizerunek | Imię                                        | Daty życia                                                      | Lata panowania | Ojciec i matka                                                                              | Mąż                      |
| --------- | ------------------------------------------- | --------------------------------------------------------------- | -------------- | ------------------------------------------------------------------------------------------- | ------------------------ |
|           | Dorota brandenburska                        | 1430/1431 – 10 listopada 1495 Kalundborg                        | 1448-1481      | Jan Alchemik Barbara Sachsen-Wittenberg                                                     | Chrystian I Oldenburg    |
|           | Krystyna saska                              | 25 grudnia 1461 Torgau – 8 grudnia 1521 Odense                  | 1483-1513      | Ernest Saksoński Elżbieta von Bayern-Münich                                                 | Jan Oldenburg            |
|           | Izabela Habsburg                            | 18 lipca 1501 Bruksela - 19 stycznia 1526 Gandawa               | 1515-1523      | Filip I Piękny Joanna Szalona                                                               | Chrystian II Oldenburg   |
|           | Zofia pomorska                              | 1498 Szczecin – 13 maja 1568 Szlezwik                           | 1523-1533      | Bogusław X Anna Jagiellonka                                                                 | Fryderyk I Oldenburg     |
|           | Dorota saska                                | 9 lipca 1511 Lauenburg – 7 października 1571 Sønderborg         | 1534-1559      | Magnus I von Sachsen-Lauenburg Katarzyna von Braunschweig-Wolfenbüttel                      | Chrystian III Oldenburg  |
|           | Zofia meklemburska                          | 4 września 1557 Wismar – 14 października 1631 Nykøbing Falster  | 1572-1588      | Ulryk III von Mecklenburg-Güstrow Elżbieta duńska                                           | Fryderyk II Oldenburg    |
|           | Anna Katarzyna Hohenzollern                 | 26 czerwca 1575 Wolmerstadt – 8 kwietnia 1612 Kopenhaga         | 1597-1612      | Joachim Fryderyk Hohenzollern Katarzyna von Brandenburg-Küstrin                             | Chrystian IV Oldenburg   |
|           | Zofia Amelia brunszwicka                    | 24 marca 1628 Herzberg am Harz – 20 lutego 1685 Kopenhaga       | 1648-1670      | Jerzy von Braunschweig-Lüneburg Anna Eleonora Hessen-Darmstadt                              | Fryderyk III Oldenburg   |
|           | Charlotta Amalia Hessen-Kassel              | 27 kwietnia 1650 Kassel – 27 marca 1714 Kopenhaga               | 1670-1699      | Wilhelm VI Hessen-Kassel Jadwiga Zofia Hohenzollern                                         | Chrystian V Oldenburg    |
|           | Luiza meklemburska                          | 28 sierpnia 1667 Güstrow – 15 marca 1721 Kopenhaga              | 1699-1721      | Gustaw Adolf von Mecklenburg-Güstrow Magdalena Sybilla von Holstein-Gottorp                 | Fryderyk IV Oldenburg    |
|           | Anna Zofia Reventlow                        | 16 kwietnia 1693 Klausholm – 7 stycznia 1743 Klausholm          | 1721–1730      | Conrad Reventlow Sophie Amalie von Hahn                                                     | Fryderyk IV Oldenburg    |
|           | Zofia Magdalena von Brandenburg-Kulmbach    | 28 listopada 1700 Schonberg – 27 maja 1770 Kopenhaga            | 1730-1746      | Chrystian Henryk von Brandenburg-Kulmbach Zofia Chrystiana von Wolfstein                    | Chrystian VI Oldenburg   |
|           | Ludwika Hanowerska                          | 7 grudnia 1724 Londyn – 19 grudnia 1751 Kopenhaga               | 1746-1751      | Jerzy II Hanowerski Karolina z Ansbachu                                                     | Fryderyk V Oldenburg     |
|           | Juliana Maria von Braunschweig-Wolfenbüttel | 4 września 1724 Wolfenbüttel – 10 października 1796 Fredensborg | 1752-1766      | Ferdynand Albert II Brunswick-Lüneburg Antonina Amalia Brunswick-Lüneburg                   | Fryderyk V Oldenburg     |
|           | Karolina Matylda Hanowerska                 | 11 lipca 1751 Londyn – 10 maja 1775 Celle                       | 1766-1775      | Fryderyk Ludwik Hanowerski Augusta Sachsen-Gotha                                            | Chrystian VII Oldenburg  |
|           | Maria Zofia Hessen-Kassel                   | 28 października 1767 Hanau – 22 marca 1852 Frederiksberg        | 1808-1839      | Karol Heski Ludwika Duńska                                                                  | Fryderyk VI Oldenburg    |
|           | Karolina Amalia von Augustenburg            | 28 czerwca 1796 Kopenhaga - 9 marca 1881 Amalienborg            | 1839-1848      | Fryderyk Chrystian II von Schleswig-Holstein-Sonderburg-Augustenburg Ludwika Augusta Duńska | Chrystian VIII Oldenburg |

### Oldenburgowie, linia Schleswig-Holstein-Sonderburg-Glüksburg
| Zdjęcie | Imię                     | Daty życia                                                 | Lata panowania | Ojciec i matka                                                              | Mąż           |
| ------- | ------------------------ | ---------------------------------------------------------- | -------------- | --------------------------------------------------------------------------- | ------------- |
|         | Luiza Hessen-Kassel      | 7 września 1817 Kassel – 29 września 1898 Bernstorff       | 1863-1898      | Wilhelm Heski Ludwika Charlotta Duńska                                      | Chrystian IX  |
|         | Luiza Szwedzka           | 31 października 1851 Sztokholm – 20 marca 1926 Amalienborg | 1906-1912      | Karol XV Bernadotte Ludwika Orańska                                         | Fryderyk VIII |
|         | Aleksandra meklemburska  | 24 grudnia 1879 Schwerin – 28 grudnia 1952 Kopenhaga       | 1912-1947      | Fryderyk Franciszek III Mecklenburg-Schwerin Anastazja Michajłowna Romanowa | Chrystian X   |
|         | Ingrid Bernadotte        | 28 marca 1910 Sztokholm – 7 listopada 2000 Kopenhaga       | 1947-1972      | Gustaw VI Adolf Małgorzata z Connaught                                      | Fryderyk IX   |
|         | Maria Elżbieta Donaldson | 5 lutego 1972 Hobart (Australia) –                         | 2024-obecnie   | Jan Dalgleish Donaldson Henrietta Clark Horme Donaldson                     | Fryderyk X    |

## Książę małżonek

### Oldenburgowie, linia Schleswig-Holstein-Sonderburg-Glüksburg
| Zdjęcie | Imię                          | Daty życia                                           | Lata panowania | Ojciec i matka                               | Żona          |
| ------- | ----------------------------- | ---------------------------------------------------- | -------------- | -------------------------------------------- | ------------- |
|         | Henryk de Laborde de Monpezat | 11 czerwca 1934 Talence – 13 lutego 2018 Fredensborg | 1972-2018      | André de Laborde de Monpezat Renée Doursenot | Małgorzata II |